# Terrains de parachutage creusois
Les terrains de parachutage creusois sont des terrains homologués par les services alliés durant la Seconde Guerre mondiale, destinés à recevoir les livraisons d'armes et matériel par parachutages.

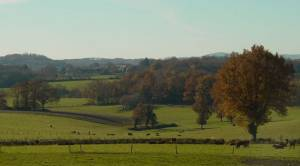
Paysage creusois qualifié par les spécialistes de la RAF de mal pavé, mais qui a permis de nombreuses opérations de parachutage durant la Seconde Guerre mondiale

## Généralités sur les parachutages

### Quelques repères historiques
Très rapidement après la mise en place des services spéciaux britanniques (SOE) et français (BCRA), ces structures ont cherché un moyen d'infiltrer des agents et du matériel en zone occupée, et plus généralement en métropole. Les opérations aériennes se sont révélées comme un des moyens les plus efficaces. Dès 1940, plusieurs agents sont parachutés en métropole. C'est notamment le cas de Maurice Duclos, agent du BCRA, en février 1941.
Les officiers de liaisons mis en place par Jean Moulin parviennent à organiser en zone sud les premières opérations aériennes avec un succès suffisant pour inciter la Royal Air Force à poursuivre sur cette voie. Le Service des opérations aériennes et maritimes (SOAM) est mis en place en novembre 1942. Pour les zones nord et ouest, le Bureau des opérations aériennes assure la même mission. Parallèlement, les Britanniques agissent via leurs propres réseaux. Le premier parachutage d'armes est effectué dans la nuit du 13 au 14 juin 1941, à l'initiative de Pierre de Vomécourt (agent français du SOE) dans sa propriété familiale du hameau de Bas soleil à 15 km à l'est de Saint-Léonard-de-Noblat (Haute-Vienne).
Au printemps 1943, le groupe dirigeant du SOAM est "grillé". Londres doit le remplacer au plus vite. Une nouvelle équipe est expédiée et, en avril 1943, le SOAM devient Centre d'opérations de parachutage et d'atterrissage (COPA). La structuration se fait sur la base des régions de l'Armée secrète (c.f. carte ci-contre). Après les arrestations de Caluire de juin 1943, par mesure de sécurité, le COPA devient Section des atterrissages et des parachutages (SAP). À partir d'août 1943, au fur et à mesure de la formation de nouveaux agents, les structures régionales sont renforcées jusqu'à former un maillage très fin allant du responsable national au responsable de terrain. Ils sont placés sous l'autorité du délégué militaire régional implanté à la même époque.

#### Les chefs et coordinateurs nationaux
Zone sud :
- Raymond Fassin alias Sif mort en déportation le 12 février 1945 au camp de Neuengamme
- Bruno Larat alias Luc arrêté le 21 juin 1943 à Caluire mort en déportation le 5 avril 1944 au camp de Dora
- Paul Rivière alias Marquis Compagnon de la Libération

Zone nord :
- Alain Grout de Beaufort alias Pair Compagnon de la Libération arrêté le 27 juillet 1944 à Paris. Fusillé par la Gestapo le 15 août 1944 à Domont (Val d'oise)
- Paul Schmidt alias Kim Compagnon de la Libération
- Michel Pichard alias Gauss ou Bel Compagnon de la Libération

### Les techniques mises en œuvre

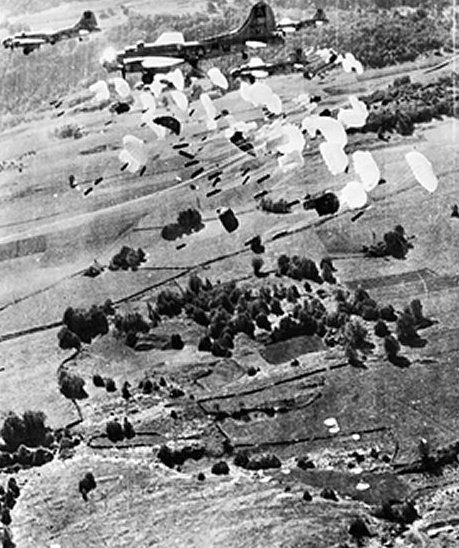
Parachutage depuis des appareils B-17 durant la Seconde Guerre mondiale

#### L'homologation duterrain
Les opérations commencent par le repérage du terrain qui doit être de préférence rectangulaire. Il doit se trouver dans un lieu discret, si possible à proximité d'un bois qui pourra cacher le comité de réception. Le terrain doit ensuite être homologué. Cela consiste à le faire répertorier par les services alliés et à lui attribuer un code et une phrase conventionnelle utilisée pour annoncer le parachutage. Dans les premiers temps, l'ensemble de la procédure d'homologation est centralisée par les services londoniens. Après l'accroissement de l'ampleur des opérations, les décisions sont plus déconcentrées. C'est notamment le cas pour la détermination des phrases conventionnelles.

#### Le conditionnement des livraisons
Selon les besoins, les dotations de matériels sont conditionnées dans des containers de différents formats et dans des paquets. Il existe plusieurs types  de dotations conditionnées en containers utilisées selon les besoins. Elles sont complétées par des paquets. Une fois constituées, les livraisons sont chargées dans les avions (12 containers en moyenne par avion). Il arrive que les parachutages soient mixtes (Agents + matériel). C'est notamment le cas lors de l'infiltration des missions inter-alliées à partir de juin 1944. On peut par exemple citer l'exemple de la Mission Bergamote parachutée en Creuse : 7 hommes et 72 containers.

#### L'organisation des communications
Le parachutage est annoncé sur les ondes de la BBC dans la série des messages personnels émis tous les soirs à destination des différents groupes de résistants. Dans les 48 heures précédant l'opération, le message conventionnel passe sur les ondes. Les dispositions sont immédiatement prises pour la réception. Dans les premiers temps, les terrains étaient balisés par des feux allumés dans les coins de l'aire de parachutage. Le largage est dans ce cas effectué en aveugle avec une précision très relative. Un code est adressé à l'équipage grâce à une lampe électrique, mais il arrive assez souvent que le code n'est pas vu. L'opération est donc négative. Progressivement, le système va se perfectionner.
Le terrain est balisé grâce à des feux électriques (trois rouges et un blanc en L qui indique le sens du vent). Dans certains cas, le système est plus élaboré notamment grâce à la présence de globes lumineux beaucoup plus visibles. Les terrains sont également progressivement équipés de moyens de communication audio. Le système de balise Eureka permet l'émission et la réception de signaux. Le système S-Phone permet la communication directe entre le comité d'accueil du terrain et l'équipage des avions. L'opération est alors grandement facilitée et peut être effectuée même dans des conditions de visibilité médiocres.

#### L'organisation de la réception
Les opérations sont en principe effectuées dans les périodes de pleine lune pour obtenir une visibilité optimale. Elles sont donc programmées pour les lunes mensuelles. L'amélioration des moyens de communication évoquée au paragraphe précédent permet de décupler le nombre de parachutages. On parle alors de lune et d'inter lune (pour les terrains équipés). C'est le cas en Creuse à partir de mai 1944.
Dès la transmission du message annonçant le parachutage, l'équipe chargée de la réception est mise en alerte. Cette équipe type est généralement composée de la façon suivante : 1 chef de parachutage, 1 homme à l'S-Phone, 1 homme au phare (blanc), 6 hommes aux feux (rouges), 8 hommes pour la garde du terrain, 24 hommes groupés en équipes de 6 pour la récupération et l'acheminement des containers. Cette organisation peut évidemment varier selon les terrains.

#### Les types d'appareils utilisés

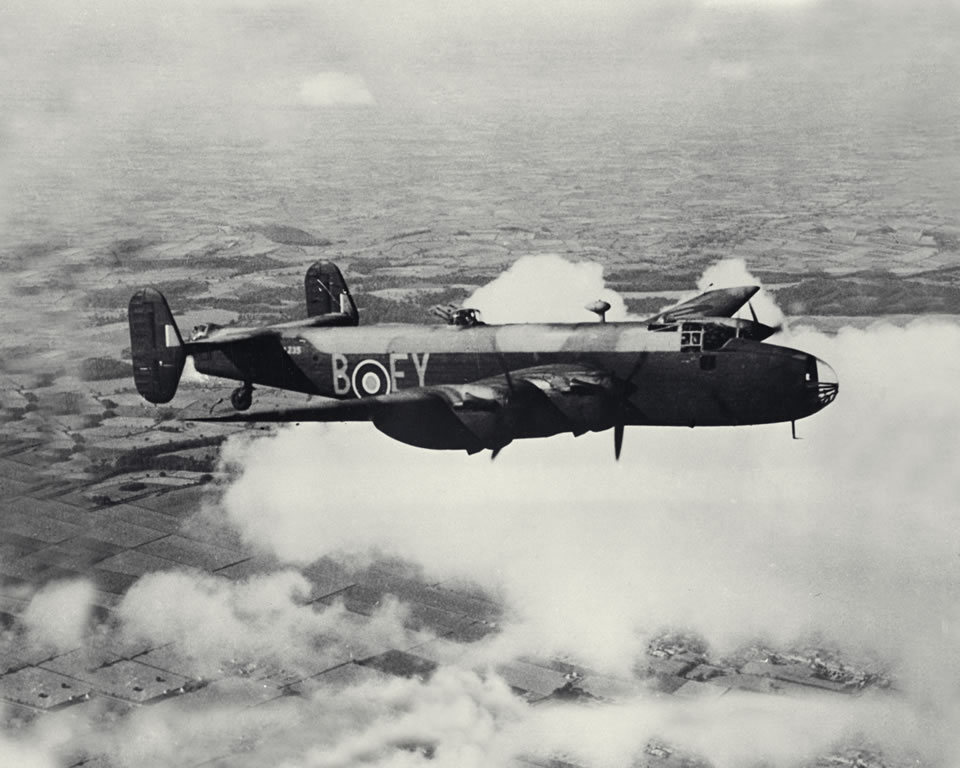
Handley Page Halifax Bombardier britannique utilisé pour les parachutages
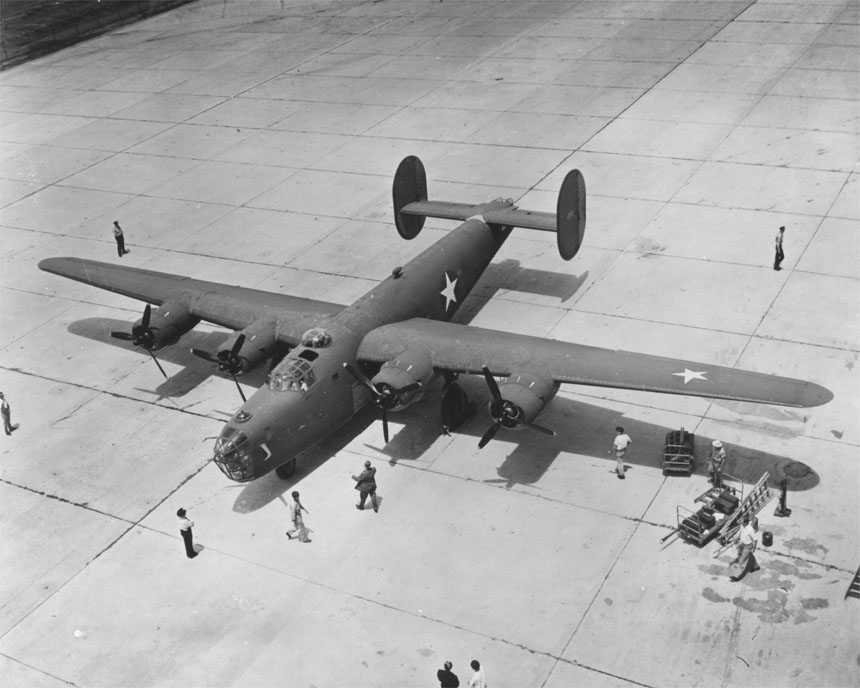
B-24 Liberator Bombardier lourd américain utilisé pour les parachutages
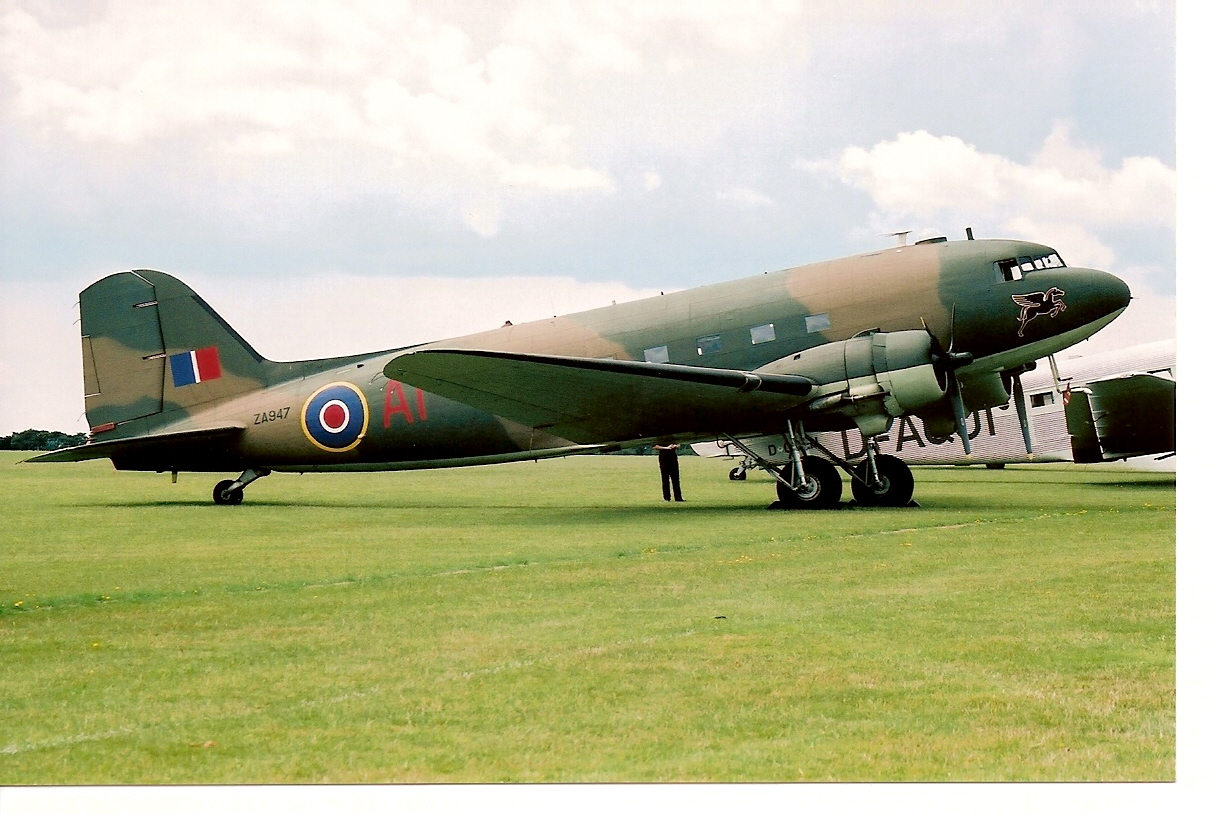
Douglas C-47 Skytrain avion de transport américain utilisé pour le parachutages en 1944
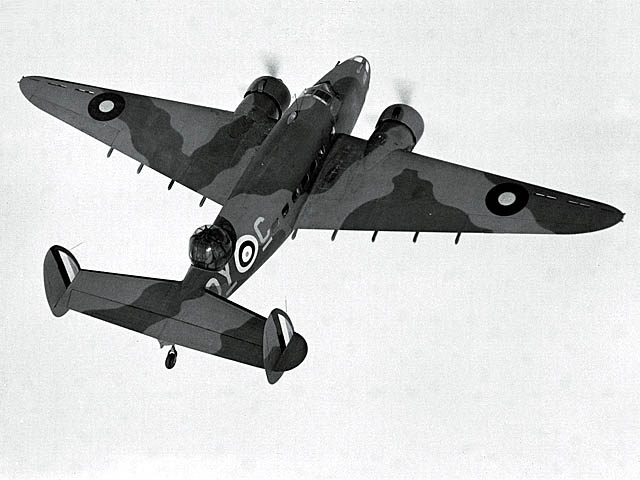
Lockheed Hudson avion multirôle permettant le parachutage d'hommes et de matériel ainsi que la dépose d'agents en nombre relativement important
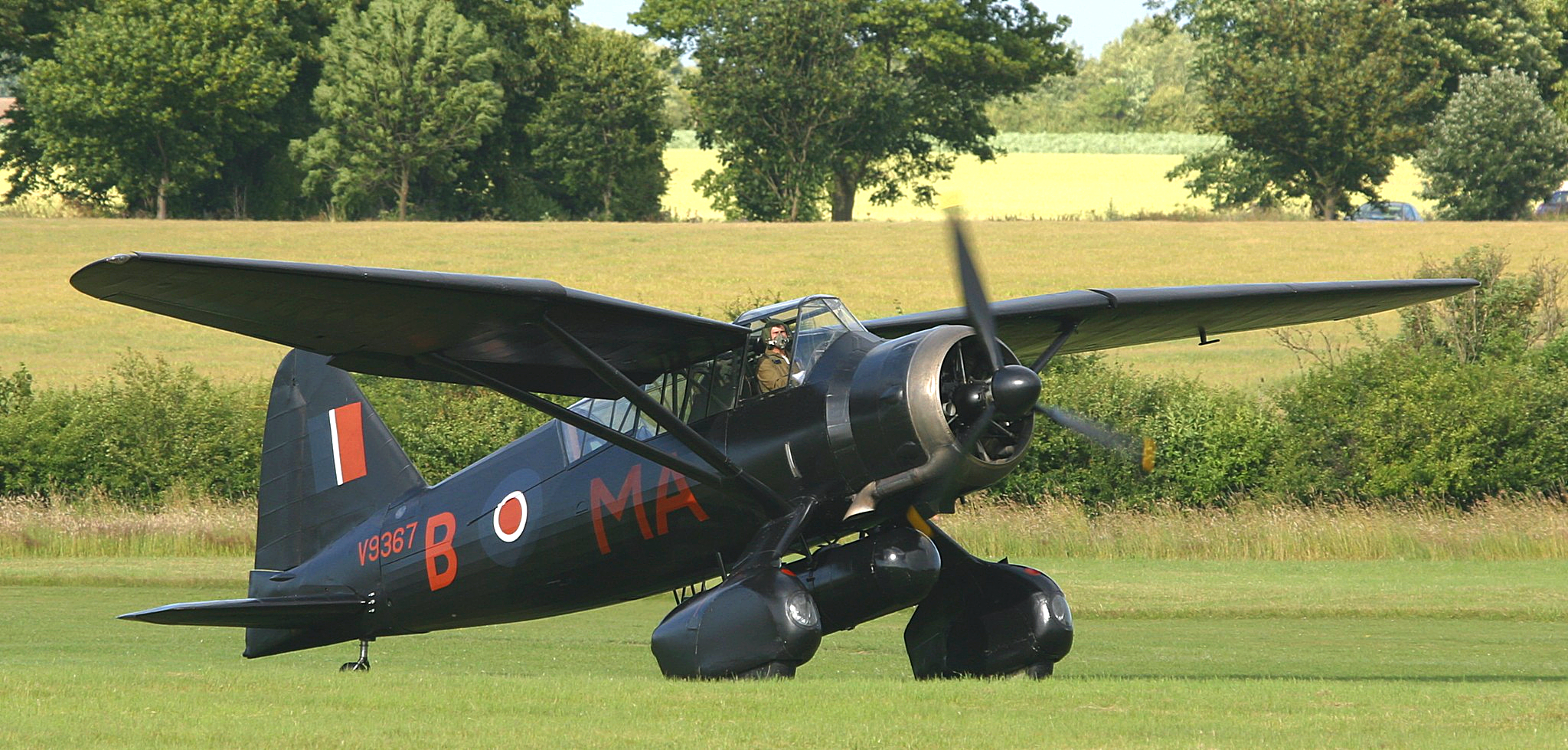
Westland Lysander Utilisé pour l'infiltration ou l'exfiltration d'agents sur des terrains permettant l'atterrissage

#### Les types d'armes livrées

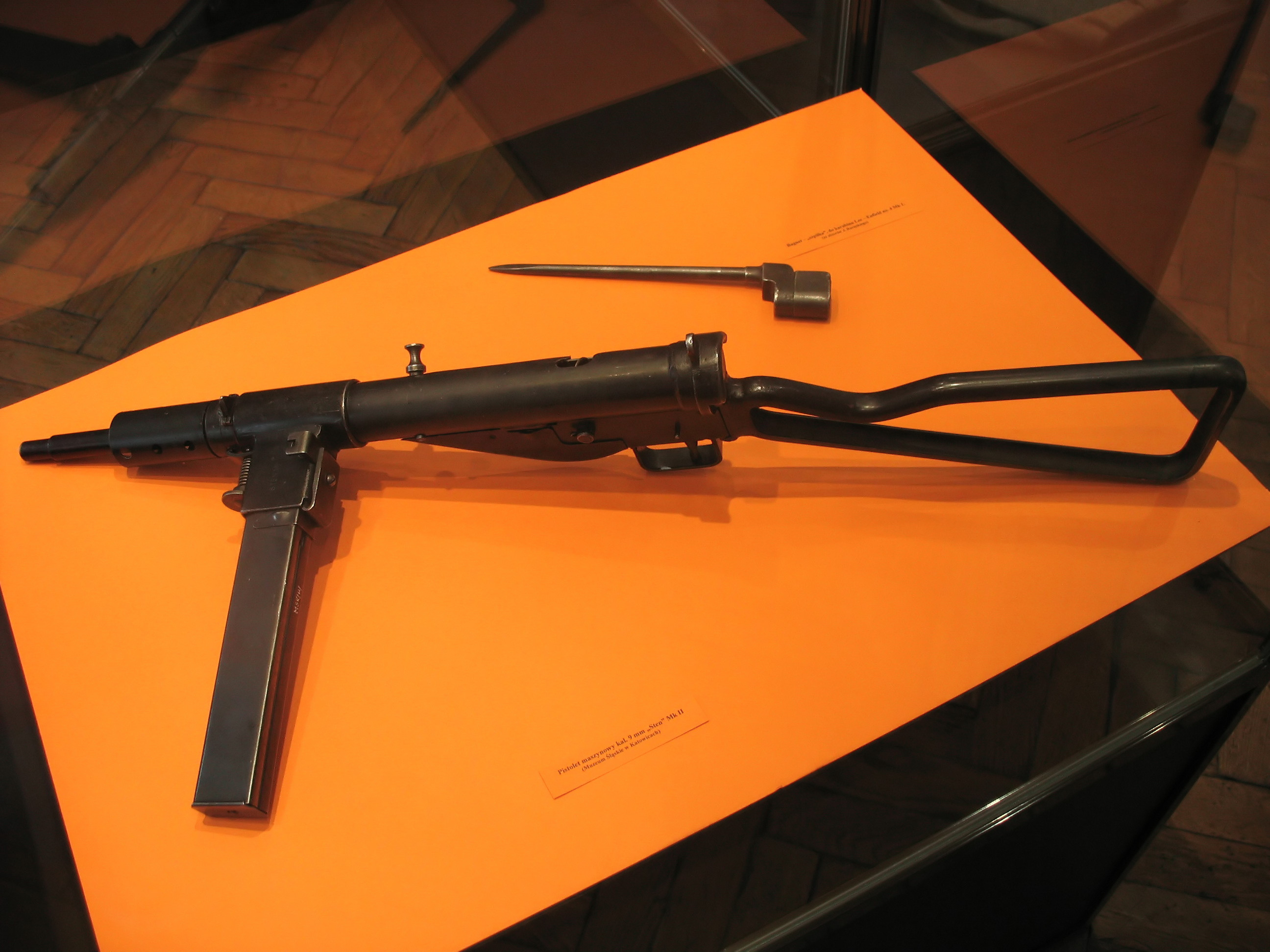
Pistolet mitrailleur Sten Armement individuel de base des maquisards
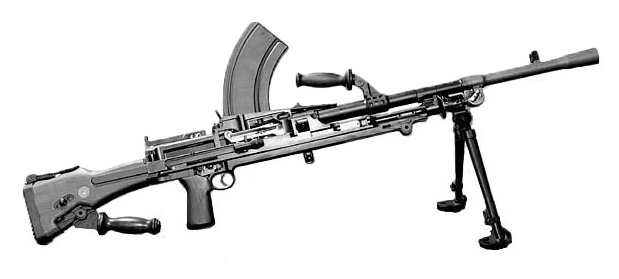
Fusil mitrailleur BREN
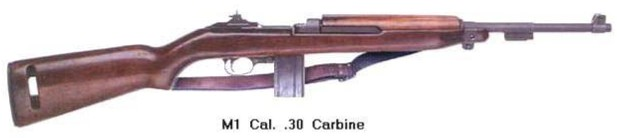
Carabine américaineM1
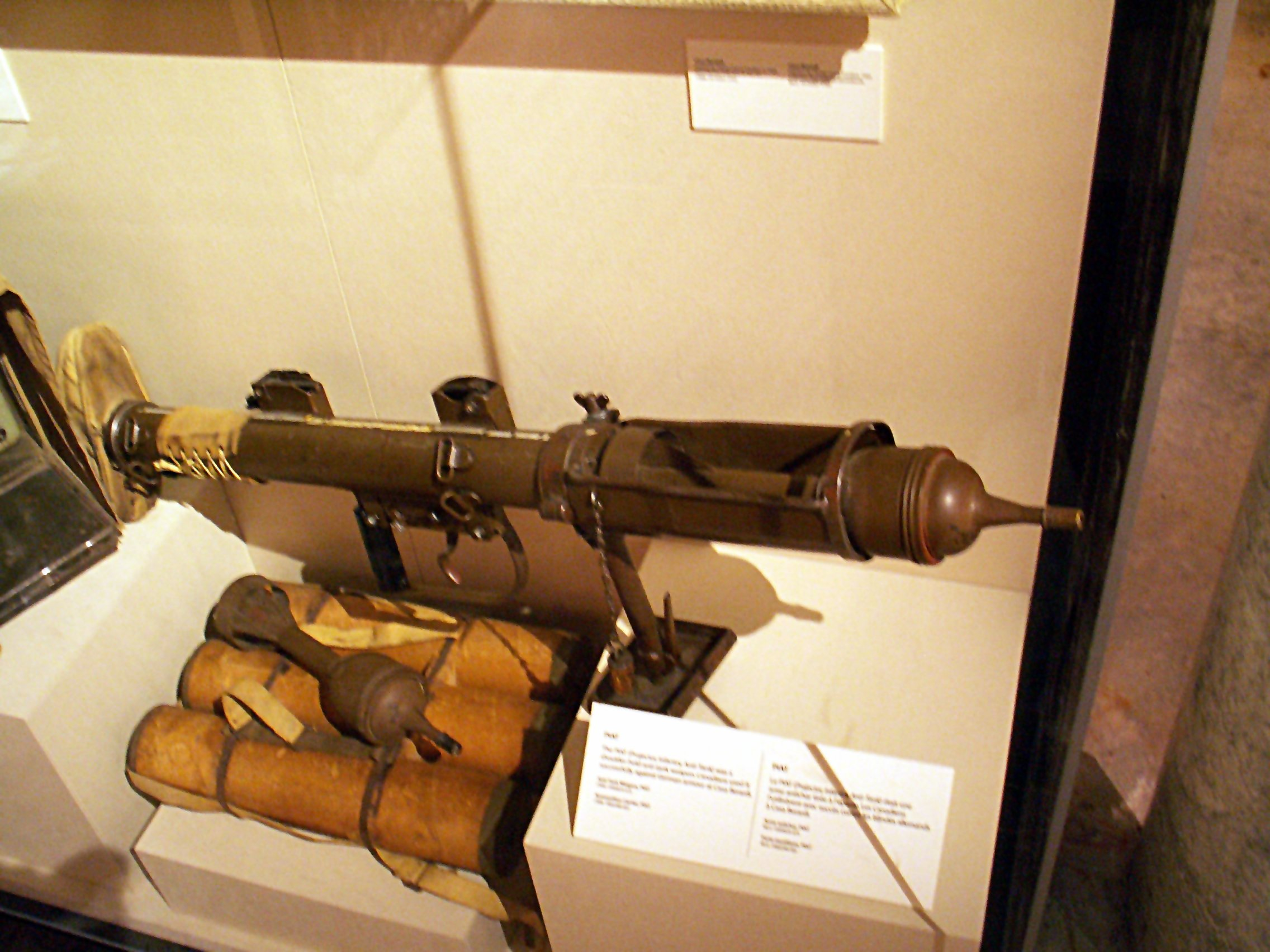
Lanceur de projectile anti-char PIAT Parachutés en très faible quantité
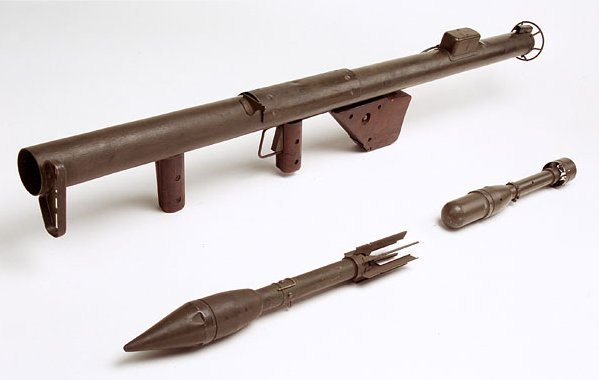
Bazooka de type M1A1 livrés en très petite quantité
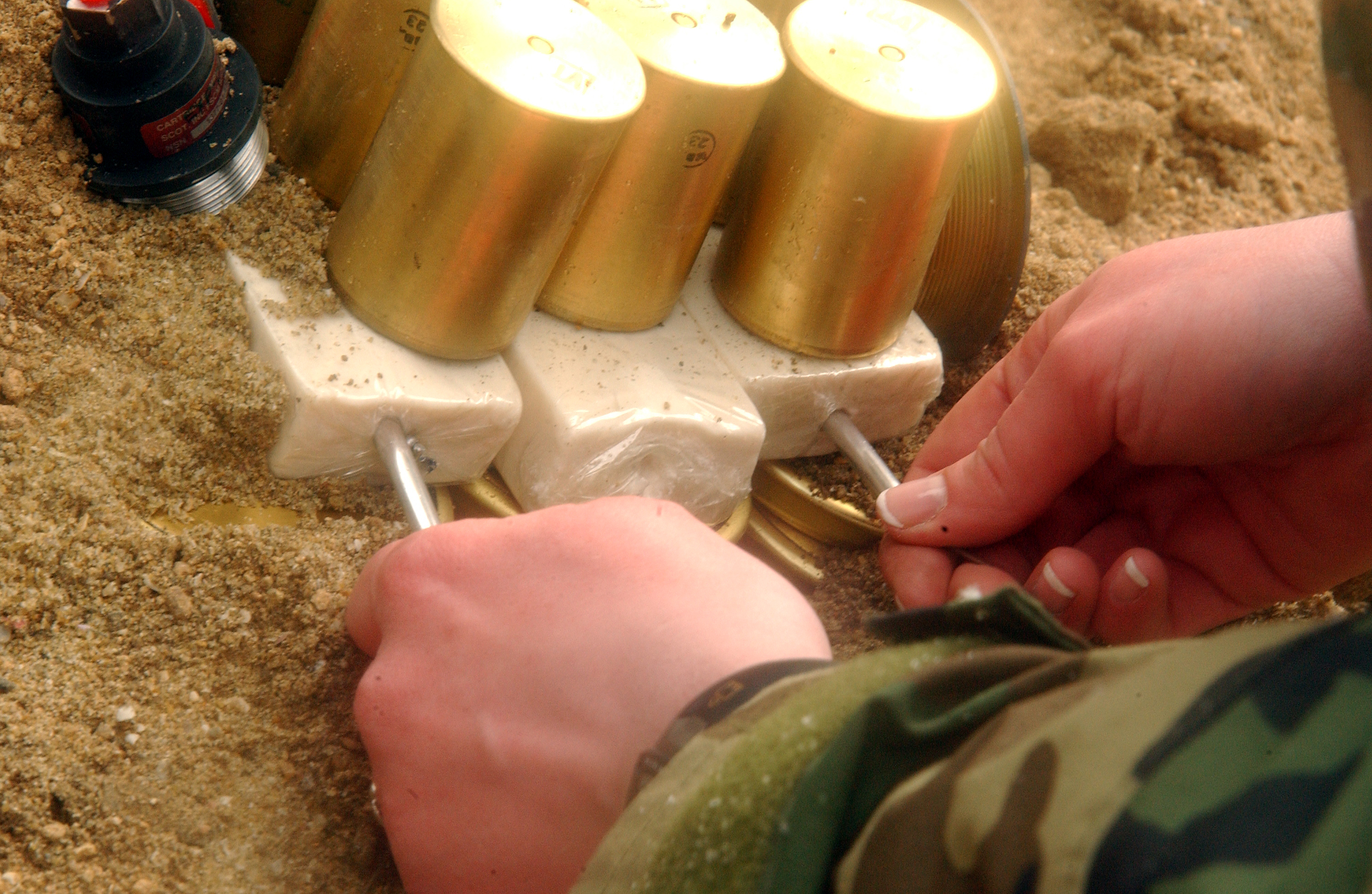
Plastic explosif puissant et malléable conditionné en pains de 125 g
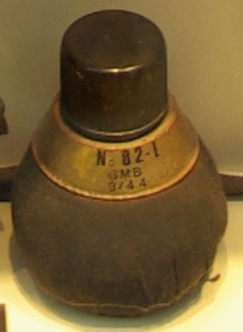
Grenade gammon Contenant un volume important d'explosif elle peut retourner un véhicule
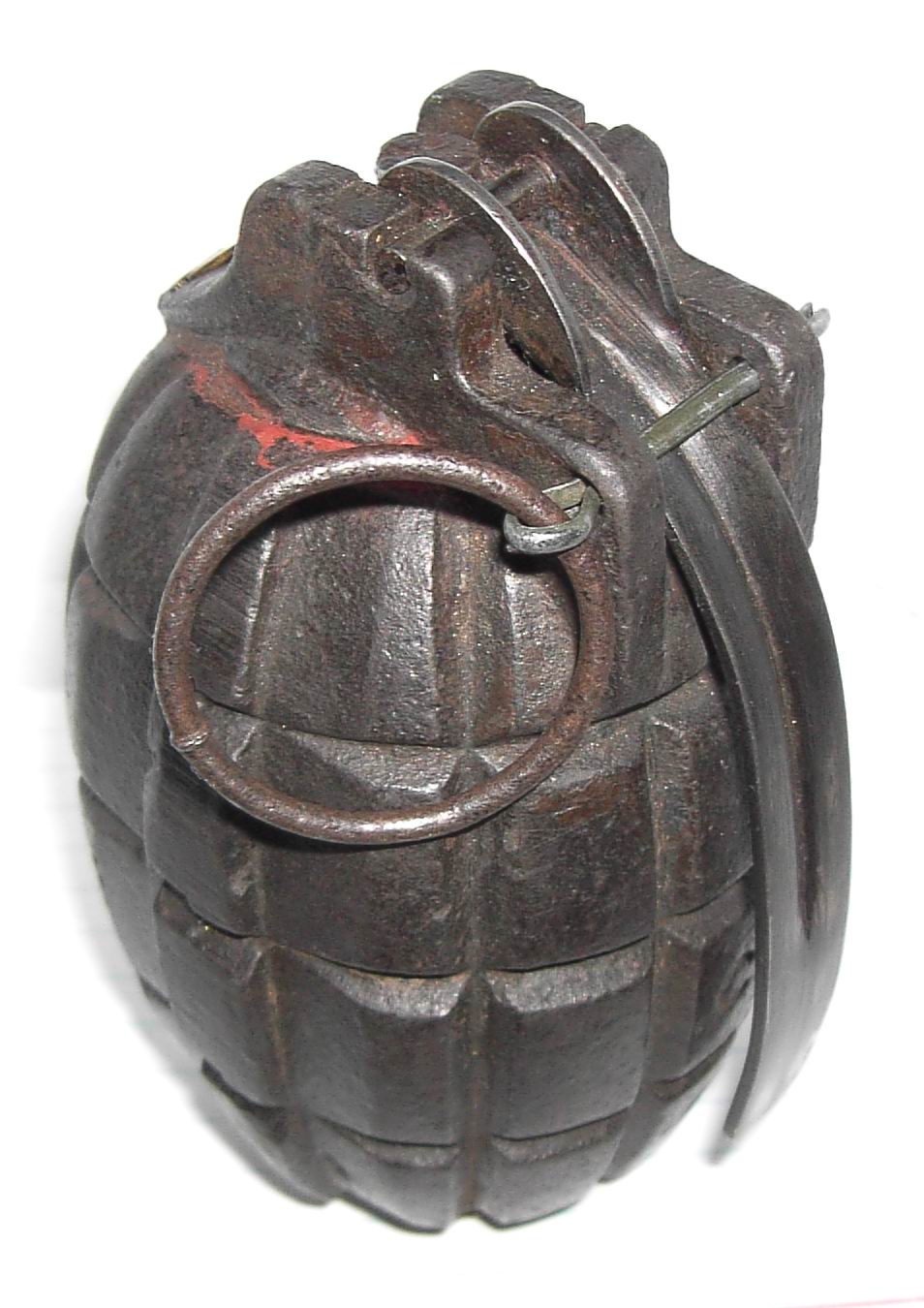
Grenade défensive Mills

## Organisation locale

Carte détaillée du département de la Creuse avec ses réseaux routiers et hydrologiques principaux

### Une structure et des hommes
L'organisation départementale des opérations aériennes est comme dans les autres départements intimement liée au réseau régional. En novembre 1942, Paul Schmidt alias Kim est responsable des opérations pour les régions R5 (Limoges) et R6 (Clermont-Ferrand). Appelé à de nouvelles fonctions, il est remplacé par Alain Gout de Beaufort alias Pair. Face au développement des activités de la Résistance et de l'augmentation des besoins en moyens, fin 1943, la mission est confiée à un jeune agent de la France Libre âgé de 25 ans André Deglise-Fabre alias Laplace. Il poursuit le travail sur les 11 départements du centre. Malheureusement, le 2 novembre 1943, sa mission s'achève de façon dramatique. Il est arrêté à Limoges par la feldgendarmerie. Il se donne la mort le lendemain dans sa cellule en avalant sa pilule de cyanure. Un nouveau responsable pour la région R5 est parachuté en janvier 1944. Il s'agit de Gérard Hennebert alias Baron ou Gérard I. Son arrivée, accompagnée de celle du Délégué militaire régional (DMR) Eugène Déchelette alias Ellipse ou Chasseigne, va permettre d'étoffer le réseau chargé de l'organisation des parachutages.
En Creuse, c'est tout d'abord Georges Lévèque alias Marguerite, dentiste à Guéret, qui coordonne l'action dans ce domaine à partir de 1943. Fin 1943, début 1944, Robert Grand alias Gérard II, jeune Français libre originaire de Bellac en Haute-Vienne, prend le relais. Il est à la fois intégré à l'état-major départemental FFI dirigé par le commandant Albert Fossey et au réseau action R5, dirigé par le DMR. Le réseau creusois assure les repérages et la réception des livraisons en liaison avec le responsable régional jusqu'à l'arrivée de la Mission Bergamote en juin 1944. Grâce à ses liaisons directes, la mission obtient dans le cadre des plans nationaux l'essentiel des livraisons et en coordonne la réception et l'acheminement.
Il faut signaler, que comme au niveau national, les réseaux britanniques assurent leurs propres livraisons. En Creuse, c'est notamment le cas du premier parachutage qui a lieu le 21 avril 1943, près de Naillat. Ce parachutage réalisé grâce au réseau STATIONNER-HECTOR de Maurice Southgate est préparé et réceptionné par les maquis FTP. C'est également le cas pour les terrains du nord du département dépendant du bataillon du commandant Maldent alias Anne ravitaillé en 1944 par le réseau FIREMAN de Percy Mayer alias Barthelemy ou Edouard.
Enfin, les terrains creusois sont uniquement destinés aux parachutages. Aucun atterrissage d'avion pour le dépôt d'agent n'a eu lieu dans le département. En effet, en raison des paysages de bocage, les autorités de Londres considèrent la zone comme "mal pavée". La présence de haies et de clôtures rendent quasi impossible ce type d'opérations.

### Les livraisons pour la Creuse en 1944

#### Tableau général
Les données du tableau ci-dessous sont extraites d'une statistique conservée aux archives nationales dans le fond du BCRA
| Période d'opération     | Explosifs (en kg) | Armes individuelles (Sten, fusil, pistolet) | Fusils mitrailleurs (Bren) | Grenades | Munitions |
| ----------------------- | ----------------- | ------------------------------------------- | -------------------------- | -------- | --------- |
| 1943                    | ?                 | 82                                          | 8                          | 208      | OUI       |
| Avant lune de juin 1944 | 759               | 492                                         | 22                         | 759      | OUI       |
| Après lune de juin 1944 | 3338              | 3081                                        | 256                        | 8564     | OUI       |
| TOTAL                   | 4097              | 3655                                        | 286                        | 9292     |           |

Il faut préciser que sur ces livraisons au moins trois ont été en partie ou totalement perdues. Une partie du parachutage de Bouzogles en mars 1944 a dû être remise aux Allemands pour couvrir les gendarmes qui avaient aidé à la réception. Le 28 mai 1944, une livraison réceptionnée dans l'Indre près de Bélâbre et acheminée par camion est perdue lors de l'embuscade de Vaussujean tendue par les troupes du Premier régiment de France près de Saint-Sébastien. Enfin, le 17 juillet 1944, le parachutage effectué la nuit précédente sur le terrain Pension de Nadapeyrat est en grande partie perdu lors de l'attaque de la brigade Jesser.

#### L'exemple du terrainDelco
À titre d'exemple tableau des trois livraisons du terrain "Delco"
situé sur la commune de Lafat.
| Date d'opération | Explosifs (en kg) | Pistolets mitrailleurs (Sten) | Fusils mitrailleurs (Bren) | Fusils Carabines | Pistolets | Grenades | Munitions | Divers      |
| ---------------- | ----------------- | ----------------------------- | -------------------------- | ---------------- | --------- | -------- | --------- | ----------- |
| 3 juillet 1944   | 41,5              | 27                            | 6                          | 35               | 5         | 50       | OUI       | Habillement |
| 7 juillet 1944   | 41,5              | 27                            | 6                          | 35               | 5         | 50       | OUI       | Habillement |
| 11 juillet 1944  | 83                | 54                            | 12                         | 70               | 10        | 100      | OUI       | Habillement |

### Liste des terrains
D'après le plan établi par Gabrielle Thévenot en 1979, il y aurait eu 13 terrains homologuée en Creuse. Cette carte a servi de base pour bâtir les tableaux ci-dessous, en particulier pour déterminer l'emplacement des terrains. Mais plusieurs informations doivent être vérifiées. L'étude de plusieurs autres fonds d'archives, notamment celui du Comité départemental d'histoire de la  Seconde Guerre mondiale, fait apparaitre l'existence d'autres terrains dont il convient de rechercher les emplacements et l'activité.

#### Terrains identifiés précisément
| Nom de code | Commune                  | Position | Première utilisation                   | Bref historique | Message conventionnel                                            | Utilisateur |
| ----------- | ------------------------ | --- | -------------------------------------- | --- | ---------------------------------------------------------------- | --- |
| Bouée       | Bourganeuf               | lieu-dit « Bouzogles »(Archive.org • Wikiwix • Archive.is • Google • Que faire ?), à 4 km au sud de Bourganeuf  | nuit du 8 au 9 février 1944 (réussite) | Le premier parachutage est effectué en deux passages : 8 containers suivis de 6 containers et paquets. Fin février nouvel essai mais l'avion ne se présente pas. 14 mars échec partiel (une partie des containers est mal réceptionnée). Des gendarmes résistants doivent donner le change en livrant une partie de la cargaison aux Allemands. Cette opération entraine la mise en sommeil de ce terrain | J'aime les belles reliures                                       | Utilisé par Georges Lévêque alias Marguerite responsable départemental COPA pour le compte du service maquis dirigé par Albert Fossey. |
| Delco       | Lafat                    | 4 km à l'ouest de Lafat                                                                                         | Nuit du 3 au 4 juillet 1944            | Ce terrain est utilisé trois fois les 3, 7 et 11 juillet 1944 | Mon grand frère est petit                                        | Utilisé par le Bataillon Anne du commandant Maldant et supervisé par Percy Mayer de la mission FIREMANN (SOE)                          |
| Gazelle.    | Saint-Laurent            | lieu-dit « Villandury »(Archive.org • Wikiwix • Archive.is • Google • Que faire ?), à 7 km au sud-est de Guéret | 14 avril 1944                          | Unique utilisation, car en raison de la proximité de Guéret, les autorités d’occupation sont alertées. | La forêt est sombre, son ombre est sinistre                      | Utilisé par le service COPA départemental en liaison avec le groupe local de résistants dirigé par Jean Michaud et Paul Grenut         |
| Gicleur     | La Celle-Dunoise         | lieu-dit Puyduris, commune de La Celle-Dunoiseà 1 km au sud-ouest de Chambon-Sainte-Croix                       | Nuit du 16 au 17 juillet 1944          | Ce terrain est utilisé quatre fois les 16 juillet, 4, 10 et 13 août 1944. Il a notamment accueilli le 13 août 1944 le Capitaine américain William J.Morgan alias Marceau ou François intégré à la mission FIREMANN | Une âme artiste, c'est moi                                       | Utilisé par le Bataillon Anne du commandant Maldant et supervisé par Percy Mayer de la mission FIREMANN (SOE)                          |
| Lazon       | Royère-de-Vassivière     | lieu-dit Jarjavaly, à 15 km au sud-est de Bourganeuf                                                            | ?                                      | ? | Lambézellec n'est pas mort                                       | Utilisé par la première compagnie franche du capitaine Louis Herry                                                                     |
| Pension     | Soubrebost               | lieu-dit Nadapeyrat, à 8 km à l'est de Bourganeuf                                                               | ?                                      | Certainement le terrain le plus utilisé en 1944. Le 27 juin et le 1er juillet 1944, ce terrain est utilisé pour la réception de la mission interalliée Bergamote qui organise par la suite les livraisons d'armes. Entre le 1er et le 16 juillet, ce terrain reçoit une livraison d'armes et de matériel tous les trois jours. Le terrain est pris le 17 juillet 1944 par des éléments de la brigade Jesser qui exécutent plusieurs patriotes, détruisent les bâtiments et prennent un important stock d'armes. Un gros parachutage avait eu lieu dans la nuit dans le cadre de l'opération alliée Cadillac | Robespierre se rase X fois (en fonction du nombre de containers) | Utilisé par Robert Grand alias Gérard II responsable départemental COPA puis par la Mission Bergamote                                  |
| ?           | Naillat                  | lieu-dit Poulignat, à 10 km au sud de Dun-le-Palestel et à 15 km à l'est de La Souterraine.                     | 21 avril 1943                          | C'est le premier parachutage réceptionné dans le département. Organisé par le réseau SOE STATIONNER-HECTOR dirigée par le major Maurice Southgate au profit des FTP de la région. Cet équipement servira à armer un des premiers maquis du département à Montaudre près du bois de Chabannes sur la commune de Saint-Pierre-de-Fursac et des maquis FTP de la Corrèze. Il existe peu d'informations sur l'utilisation de ce terrain. Selon Marc Parrotin un parachutage était programmé pour le 8 février 1944. Malheureusement, le comité d'accueil n'a pas envoyé les signaux à temps. La précieuse cargaison fut livrée à Bouzogles sur le terrain Bouée. Quelques vues du site de Poulignat sur le site de la commune de Naillat | Chez Dupont tout est bon                                         | Utilisé par le major Maurice Southgate pour le compte des maquis FTP de la région de La Souterraine                                    |
| Starter     | Ladapeyre                | 1,5 km au sud-est du lieu-dit Le moulin de La Villate                                                           | Nuit du 12 au 13 juillet 1944          | L'utilisation de ce terrain connait des fortunes diverses. Sur les six tentatives d'opérations du 12 juillet au 3 août, seules trois ont une issue positive | La bière est une drôle de boisson                                | Utilisé par le groupement Margis ou Claude (secteur de Châtelus-Malvaleix) et supervisé par Percy Mayer de la mission FIREMANN (SOE)   |
| Chance      | Sainte-Feyre-la-Montagne | ? | 9 juin 1944                            | Selon une fiche établie par le comité départemental d'histoire de la Seconde Guerre mondiale, ce terrain aurait été utilisé pour 15 parachutages et aurait reçu 30 tonnes de matériel. | ?                                                                | Secteur Sud-Est du Bataillon Jack Commandé par le commandant William Jack Burhdust alias Commandant Jack                               |
| ?           | Budelière                | ? | N'a finalement pas été utilisé         | Ce terrain a été repéré par une équipe de résistants montluçonnais animée par Henri Prévost. Entré en Résistance en 1942, il était en contact avec René Parot ancien instituteur, résistant, habitant Chambon-sur-Voueize. Le repérage des lieux a été facilité par les membres de la famille Lauvergnat. L'arrestation de trois membres de cette famille, dont deux périront en déportation, de Prévost et de plusieurs membres du réseau en février 1944 met fin au projet. C'est pour cela que le terrain ne sera jamais utilisé. | ?                                                                | Néant |

#### Terrains dont l'identification est incomplète
| Nom de code | Commune                                   | Position                                                                                            | Première utilisation       | Bref historique | Message conventionnel | Utilisateur |
| ----------- | ----------------------------------------- | --------------------------------------------------------------------------------------------------- | -------------------------- | --- | --------------------- | --- |
| ?           | Peut être sur la commune de Tardes        | près de l'étang des Landes. La recherche de terrains dans ce secteur est évoqué par Jules Fourrier. | ?                          | ? | ?                     | Vraisemblablement utilisé par le Bataillon du commandant Stoeker (Maquis de Chambon-sur-Voueize) |
| ?           | Saint-Sébastien au nord de La Souterraine | ?                                                                                                   | ?                          | ? | ?                     | Ce terrain serait situé dans le secteur nord-Ouest du département. Il n'est pas évoqué par Roger Thome dans son livre sur le Bataillon Anne qui couvrait ce secteur. Peut être ce terrain était-il utilisé par les FTP ou la résistance de l'Indre |
| ?           | Le Grand-Bourg                            | ?                                                                                                   | Septembre 1943             | ? | ?                     | Peut être par les FTP |
| Jack?       | Saint-Georges-Nigremont                   | ?                                                                                                   | ?                          | ? | ?                     | Secteur Sud-Est du Bataillon Jack Commandé par le commandant William Jack Burhdust alias Commandant Jack |
| Munition    | ?                                         | ?                                                                                                   | Août 1944                  | Un parachutage réalisé avec de grandes difficultés de transport avec des charrettes à bœufs.                                                                                              | ?                     | ? |
| Phosphore   | ?                                         | ?                                                                                                   | 10 août 1944               | Echec d'une tentative de largage. | ?                     | ? |
| Tapioca     | ?                                         | ?                                                                                                   | 3 juillet 1944             | Le premier parachutage permet la livraison par un avion de 12 containers et 10 paquets. Le 10 août un nouvel avion livre 24 containers et un paquet.                                      | ?                     | ? |
| Bretagne    | ?                                         | ?                                                                                                   | Nuit du 1er au 2 juin 1944 | Durant cette nuit, 2 avions livrent 30 containers et 2 paquets. Dans la nuit du 7 au 8 juillet, un parachutage est dérouté sur le terrain Pension pour livrer 12 containers et 7 paquets. | ?                     | ? |
| Seringue    | ?                                         | ?                                                                                                   | 3 juillet 1944             | Le premier parachutage permet la livraison par un avion de 15 containers et 3 paquets. | ?                     | ? |
| Spectre     | ?                                         | ?                                                                                                   | 3 juillet 1944             | Le premier parachutage permet la livraison par un avion de 15 containers et 3 paquets. | ?                     | ? |